# В'язіль критський
В'язіль критський, в'язіль крітський (Coronilla cretica) — вид квіткових рослин з родини бобових (Fabaceae).

## Біоморфологічна характеристика
Однорічна рослина 10–70 см заввишки. Листки зелені, перисті, з 3–8 парами клиноподібних листочків. Листочки 4–9 × 2–5 мм. Зонтики 3–4-квіткові; приквітки з пурпуруватими кінцями. Квітки 4–7 мм, рожеві або білі. Боби 3–8 см × 0.5–1 мм, прямі чи злегка дугоподібні, з довгим гачкуватим носом.

## Поширення
Поширення: Середземномор'я (Албанія, Болгарія, Греція, Італія, Сирія й Ліван, Палестина, Туреччина, Північний Кавказ, Азербайджан, Вірменія, Грузія, Україна, колишня Югославія).
В Україні вид росте у ялівцевих лісах та на сухих відкритих схилах — у гірському Криму

## Синоніми
- Artrolobium creticum (L.) Desv.
- Ornithopus creticus (L.) Hornem.
- Securigera cretica (L.) Lassen